# Vierge noire de la Rivière des Pluies

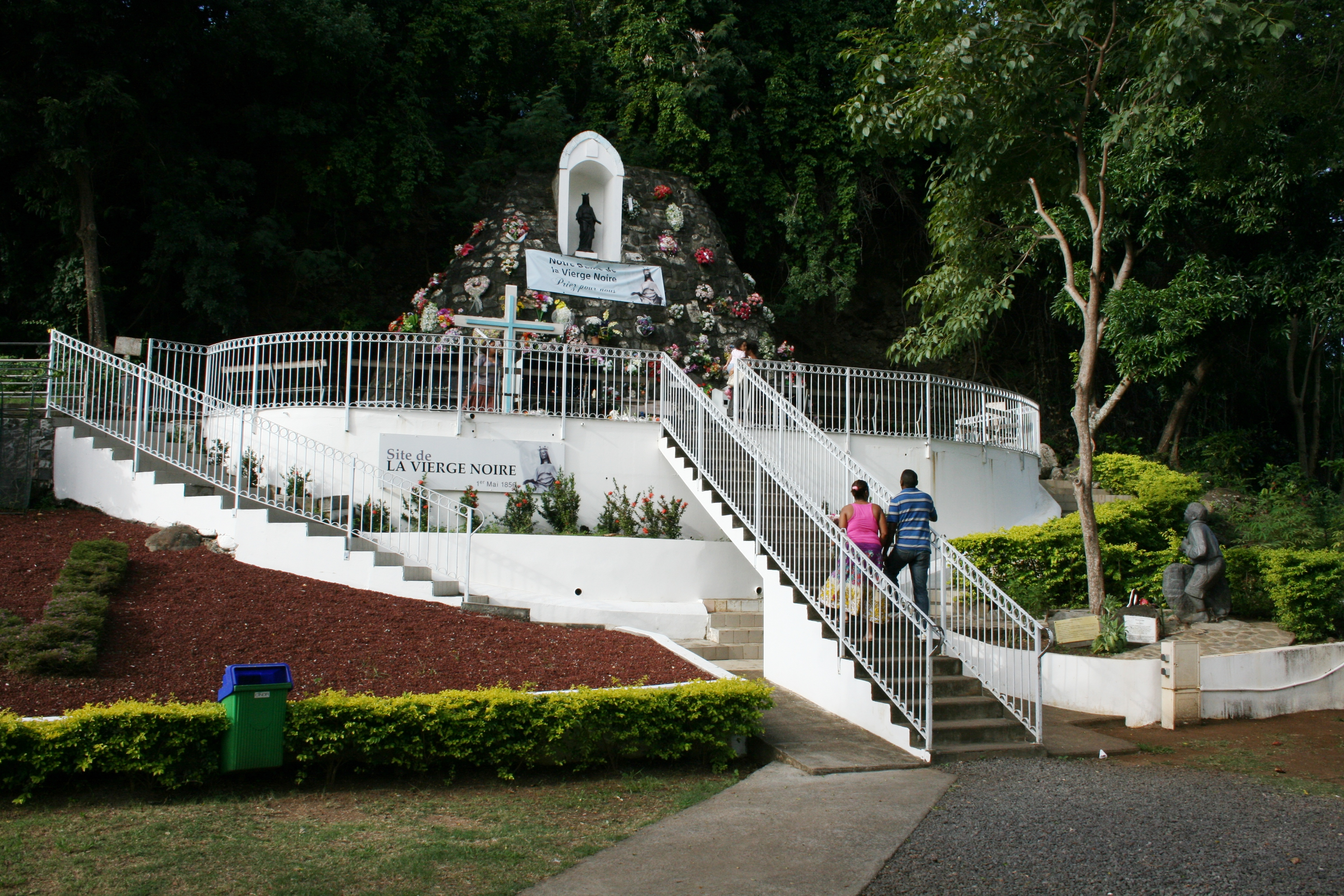
Vue du site de la Vierge noire de la Rivière des Pluies.

La Vierge noire de l'île de La Réunion est un lieu de culte se situant plus précisément à la Rivière des Pluies, qui est un quartier de la commune de Sainte-Marie. Elle se trouve près de l'Église Saint-François-Xavier. La Vierge noire draine des milliers de fidèles chaque année, elle est fêtée le 1er mai. Son pèlerinage est l'un des plus populaires de l'île de La Réunion.

## De la légende
Cette légende raconte l'histoire d'un esclave se prénommant Mario.
Il appartenait à un riche propriétaire de Sainte-Marie et était souvent battu par celui-ci.
Un jour, il prit la décision de s'enfuir et retrouva ainsi la liberté. Trois années passèrent après la disparition de Mario. Malgré les traques menées par les chasseurs du Chaudron et les promesses de récompenses, personne n'avait pu découvrir sa retraite.
Cependant un soir, des chasseurs remarquèrent derrière un amoncellement de roches une fumée qui montait dans le ciel. S'approchant, ils aperçurent l'esclave accroupi devant un feu. L'un des chasseurs le reconnut. Ils décidèrent de le cerner et de le prendre. Mario entendit les bruits et disparut. Il était tard et les chasseurs étaient peu nombreux, ils prirent la décision de prévenir le maître et d'organiser une battue. Après quelques jours d'angoisse, Mario s'était rassuré et pensait qu'on l'avait oublié. Mario était pieux, il pensait que ses prières avaient été entendues. Il avait disposé une petite « Sainte Vierge » en ébène, noire comme lui, dans une excavation d'un rocher qui dominait son camp.
Cette petite vierge lui avait été offerte par un « blanc » charitable qui l'avait baptisé et lui avait appris à prier. Un soir, très absorbé par ses activités de pêche, il s'inquiéta du silence, et tout d'un coup il fut cerné par les chasseurs.
Apeuré, l'esclave se tourna vers sa petite vierge et se mit à prier « Ô Mère des pauvres noirs, secourez-moi, protégez-moi... »
Les chasseurs s'approchèrent de Mario et soudain les branches d'un « bougainvillée » à bouquets pourpres et violacés s'élancèrent, glissèrent jusqu'en bas et recouvrirent en quelques secondes toutes les parois du rocher. Les branches épineuses de la liane formèrent un tel fouillis que ni les haches, ni les sabres des chasseurs surpris et furieux ne purent en venir à bout.
Plus ils coupaient avec rage, plus les fleurs éclataient en gerbes colorées. Mario, caché là-dessous, riait et pleurait à la fois, bénissant sa petite vierge qui l'avait sauvé. Des années passèrent, sous des pierres on découvrit un jour le squelette de l'ancien « marron » et, au-dessus des restes desséchés, la petite Vierge d'ébène.
La caverne fut déblayée et pieusement restaurée, on se garda de toucher aux bougainvillées miraculeux qui ne cessent de fleurir.
Depuis, la petite statue est remplacée par celle que connaissent tous les pèlerins.

## ...à la réalité historique
Le 27 avril 1855, l'évêque Mgr Florian Desprez, premier évêque de La Réunion, dans une instruction pastorale, demanda à tous les curés de l'île de choisir un jour du mois de mai pour une cérémonie de consécration à Marie Immaculée.
Le Père Jérôme, curé de la Rivière des Pluies, choisit le jour de la Pentecôte pour cette consécration, qui fut précédée par un triduum de prière, les 25, 26 et 27 mai.
Les filles de Marie prètèrent pour la circonstance leur grande statue de la vierge. La famille Desbassyns, propriétaire au Domaine du Chaudron, proche de Sainte-Marie fit creuser, dans le flanc rocailleux qui domine le terrain de l'Église, une niche dans laquelle on déposa la Vierge Immaculée.
Il fut alors décidé l'achat d'une statue pour la paroisse. Par souci de sécurité, deux statues qui seraient transportées dans deux colis distincts furent commandées. Les deux colis arrivèrent intacts en mars 1856, mais comme c'était le carême, on remit au mois de mai la pose de ces deux statues:celle du rocher, le jour de l'Ascension, 1er mai 1856, et celle de la place de l'Église, le dimanche suivant le 4 mai.
Il semblerait que les deux statues en fonte claire étaient grises à l'origine.
La fonte noircit en vieillissant, aussi la statue du rocher fut peinte en marron sombre et celle de la place de l'Église en blanc.
La Vierge noire devint célèbre et la "Vierge Blanche" est souvent ignorée des pèlerins.
Les sources historiques ne permettent pas de dater avec certitude le début de la popularité de la Vierge noire et quand la Vierge grise de 1856 est devenue la Vierge Noire.

## Histoire récente
Dans la nuit du 2 au 3 avril 2017, la statue projetée au sol et brisée par un vandale, puis relevée le même mois peu avant le pèlerinage du 1er mai.

## Annexe